# Saihan
Saihan léase Sái-Ján (en chino:赛罕区  , pinyin:Sàihǎn Qū  , en mongol: Сайхан дүүрэг, transliteración:Sayiqan toɣoriɣ , lit:carrera y extraordinario)  es un distrito urbano bajo la administración directa de la ciudad-prefectura de Hohhot en la provincia de Mongolia Interior, República Popular China. 
Su área total es de 1025km², con una población total para 2012 de 635 600 habitantes. Es un área multiétnica con los mongoles la principal y en mayoría la han. En este distrito se encuentra el aeropuerto principal de Hohhot, el Aeropuerto Internacional Baita .

## Administración
El distrito de Saihan divide en 9 pueblos que se administran en 5 subdistritos,  5 poblados y 1 villa, a su vez estos en 81 comunidades, 101 aldeas y 1 parque industrial regional autónomo.

## Historia
En mayo de 2000, antiguos suburbios pasaron a llamarse Distrito Saihan, que incluía dos partes del área urbana y del área agrícola, y se convirtió en parte del área urbana bajo la jurisdicción de Hohhot.

## Recursos
El distrito de Saihan es la principal área de producción agrícola de la ciudad, y las reservas minerales incluyen oro, plata, hierro, carbón, cobre, mármol, coltán y flogopita. 

## Geografía
La región yace en la meseta Hetao (河套) que se podría dividir en tres, la primera es la zona montañosa Deqing (大青山) que pertenece al sistema de Montañas Yin donde hay cumbres que superan los 2000 m s. n. m., la segunda es la zona urbana llana aluvial que se extiende por 90 km² ubicada a una altitud promedio de 1050 m s. n. m. y la tercera es la zona llana agrícola. La ciudad es bañada por el río Dehei (大黑河) , un tributario del Río Amarillo .
El distrito está al sureste de Huimin  (sede de gobierno local) y es centro cultural y económico en la región, ubicado a 400 kilómetros de Beijing , la línea férrea Beijing-Baotou (京包铁路) pasa por el norte de Huimin. Es un importante puente entre China hacia Mongolia, Rusia y Europa del Este.

## Clima
La ciudad es fría, marcada por veranos calientes y vientos fuertes en primavera. El mes más frío es enero con −11 °C y el más caliente es julio con 22 °C. La temperatura media anual es de 6,7 °C y la precipitación media es de 400 milímetros, con más de la mitad en julio y agosto.
| Parámetros climáticos promedio de Saihan (1971−2000) | Parámetros climáticos promedio de Saihan (1971−2000) | Parámetros climáticos promedio de Saihan (1971−2000) | Parámetros climáticos promedio de Saihan (1971−2000) | Parámetros climáticos promedio de Saihan (1971−2000) | Parámetros climáticos promedio de Saihan (1971−2000) | Parámetros climáticos promedio de Saihan (1971−2000) | Parámetros climáticos promedio de Saihan (1971−2000) | Parámetros climáticos promedio de Saihan (1971−2000) | Parámetros climáticos promedio de Saihan (1971−2000) | Parámetros climáticos promedio de Saihan (1971−2000) | Parámetros climáticos promedio de Saihan (1971−2000) | Parámetros climáticos promedio de Saihan (1971−2000) | Parámetros climáticos promedio de Saihan (1971−2000) |
| Mes                                                  | Ene.                                                 | Feb.                                                 | Mar.                                                 | Abr.                                                 | May.                                                 | Jun.                                                 | Jul.                                                 | Ago.                                                 | Sep.                                                 | Oct.                                                 | Nov.                                                 | Dic.                                                 | Anual                                                |
| ---------------------------------------------------- | ---------------------------------------------------- | ---------------------------------------------------- | ---------------------------------------------------- | ---------------------------------------------------- | ---------------------------------------------------- | ---------------------------------------------------- | ---------------------------------------------------- | ---------------------------------------------------- | ---------------------------------------------------- | ---------------------------------------------------- | ---------------------------------------------------- | ---------------------------------------------------- | ---------------------------------------------------- |
| Temp. máx. media (°C)                                | −5.0                                                 | −0.4                                                 | 7.0                                                  | 16.3                                                 | 23.2                                                 | 27.3                                                 | 28.5                                                 | 26.4                                                 | 21.2                                                 | 14.1                                                 | 4.4                                                  | −3.2                                                 | 13.30                                                |
| Temp. mín. media (°C)                                | −16.8                                                | −12.8                                                | −5.5                                                 | 1.6                                                  | 8.2                                                  | 13.3                                                 | 16.4                                                 | 14.8                                                 | 8.3                                                  | 1.0                                                  | −7.0                                                 | −14.2                                                | 0.6                                                  |
| Precipitación total (mm)                             | 2.6                                                  | 5.2                                                  | 10.2                                                 | 13.5                                                 | 27.6                                                 | 47.2                                                 | 106.5                                                | 109.1                                                | 47.4                                                 | 20.7                                                 | 6.2                                                  | 1.8                                                  | 398.0                                                |
| Días de precipitaciones (≥ 0.1 mm)                   | 2.5                                                  | 2.8                                                  | 3.4                                                  | 3.7                                                  | 6.0                                                  | 8.9                                                  | 12.9                                                 | 12.7                                                 | 8.3                                                  | 4.5                                                  | 2.4                                                  | 1.8                                                  | 69.9                                                 |
| Horas de sol                                         | 180.7                                                | 198.3                                                | 245.5                                                | 268.6                                                | 294.5                                                | 291.3                                                | 264.9                                                | 255.2                                                | 252.1                                                | 244.8                                                | 195.3                                                | 171.0                                                | 2862.2                                               |
| Humedad relativa (%)                                 | 58                                                   | 52                                                   | 46                                                   | 37                                                   | 39                                                   | 47                                                   | 61                                                   | 66                                                   | 62                                                   | 59                                                   | 59                                                   | 59                                                   | 53.8                                                 |
| Fuente: Administración Meteorológica China           |                                                      |                                                      |                                                      |                                                      |                                                      |                                                      |                                                      |                                                      |                                                      |                                                      |                                                      |                                                      |                                                      |